# 알렉산드르 먀스니캰
알렉산드르 표도리 먀스니캰(아르메니아어: Ալեքսանդր Ֆյոդորի Մյասնիկյան, 러시아어: Алекса́ндр Фёдорович Мяснико́в 알렉산드르 표도로비치 먀스니코프[*], 1886년 1월 9일 ~ 1925년 3월 25일)은 아르메니아의 볼셰비키 혁명가, 군사 지도자이자 정치인이었다. 러시아 내전 동안, 그는 1918년부터 1919년까지 벨라루스 공산당 제1서기로 일했다. 1921년부터 1922년까지 아르메니아 인민 위원회의 의장으로서, 그는 레닌의 신경제정책(NEP)의 시작에 아르메니아를 재건한 공로를 인정받았다.

## 생애
먀스니캰은 아르메니아인들이 많이 거주하는 도시인 나히체반나도누(현재 로스토프나도누의 일부)에서 상인의 가족의 아들로 태어났다. 그는 1911년에 모스크바 대학교의 법학부를 졸업했다. 뉴나히체반과 나중에 모스크바에서 학생으로서, 먀스니캰은 1901년부터 지하 그룹에서 활동했다. 그는 1905년 러시아 혁명에 참여했고 1906년 러시아 사회민주노동당에 가입했다. 그는 같은 해 체포되어 바쿠로 유배되었다.
1912년과 1914년 사이에, 먀스니캰은 그의 정치 활동을 계속하는 동안 모스크바에서 변호사의 조수로 일했다. 1914년 제1차 세계 대전이 시작된 후, 그는 러시아 육군에 징집되었다. 그는 군대의 지하 당 조직의 일원이었고 군인들 사이에서 혁명 사상을 장려했다.

## 사망
먀스니캰은 1925년 3월 22일 솔로몬 모길렙스키, 조종사이자 비행 엔지니어인 게오르기 아타르베코프와 함께 의문의 비행기 추락으로 사망했다. 그들은 압하지야에서 열린 공산주의 회의를 위해 수후미로 가는 길이었다. 티플리스에서 이륙한 직후 융커스 F 13 항공기에 불이 붙었다. 목격자들의 보고에 따르면, 사람들이 불타는 비행기를 피하려고 뛰어내리는 것이 목격되었다.
화재의 원인은 라브렌티 베리야(제1차)와 카를 파우케르(제2차 및 제3차)가 의장을 맡은 별도의 조사 위원회에도 불구하고 결코 규명되지 않았다. 기계적으로 비행기에 이상이 발견되지 않았다. 수후미를 떠나 티플리스에 있는 장례식장으로 간 레프 트로츠키는 추락의 원인을 의심했다. 그것이 고의적이라고 믿는 다른 사람들은 베리야 자신이 그것을 조직했다고 의심했다.